# بتمن: فردایی تاریک
بتمن: فردایی تاریک ( به انگلیسی Batman: Dark Tomorrow ) عنوان یک بازی ویدئویی از سری بازی بتمن است که در سال ۲۰۰۲ میلادی برای ایکس باکس و گیم کیوب ساخته و عرضه شد .